# Peter-Putz-Straße 3/5/7

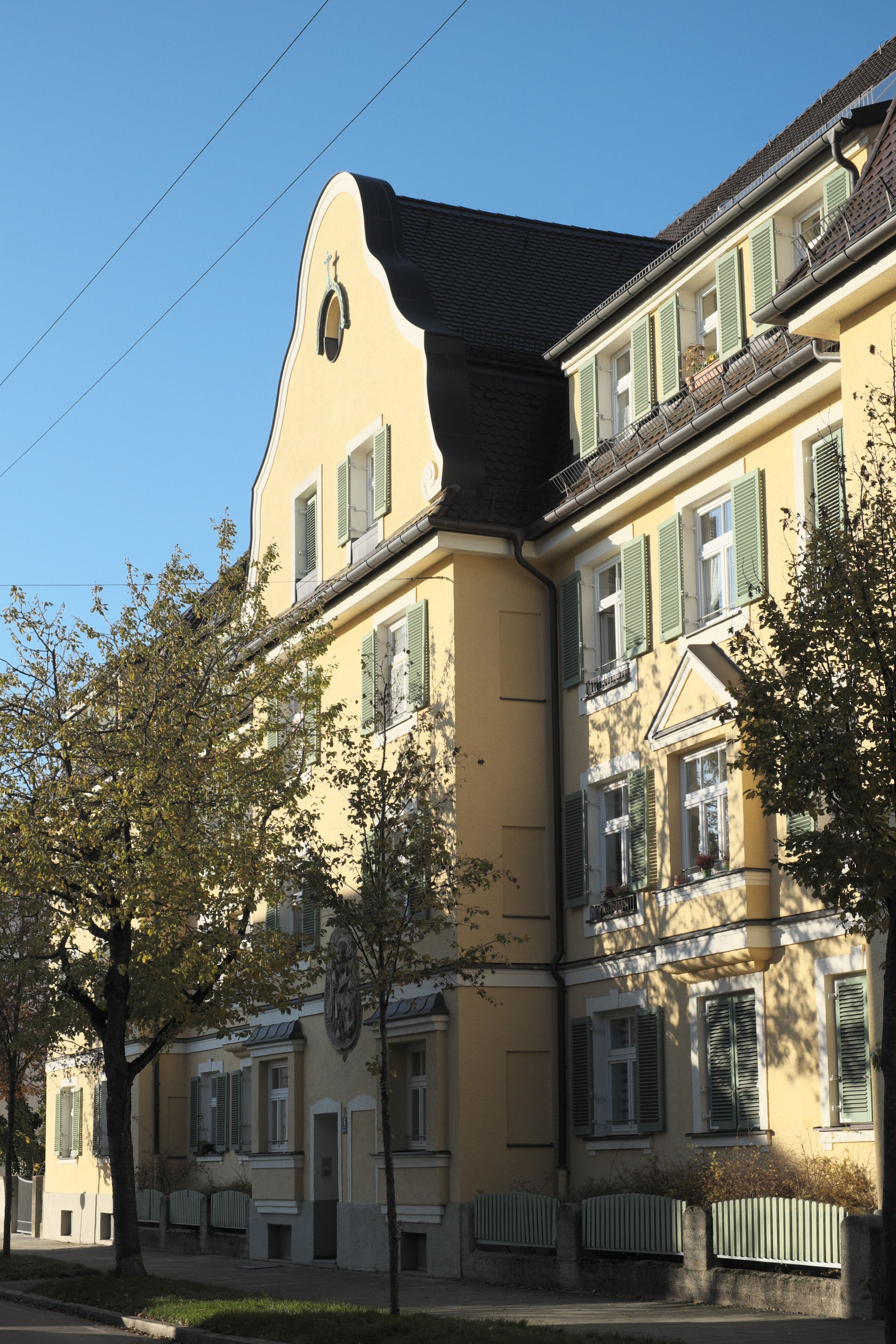
Peter-Putz-Straße 3/5/7 im Stadtteil Pasing von München

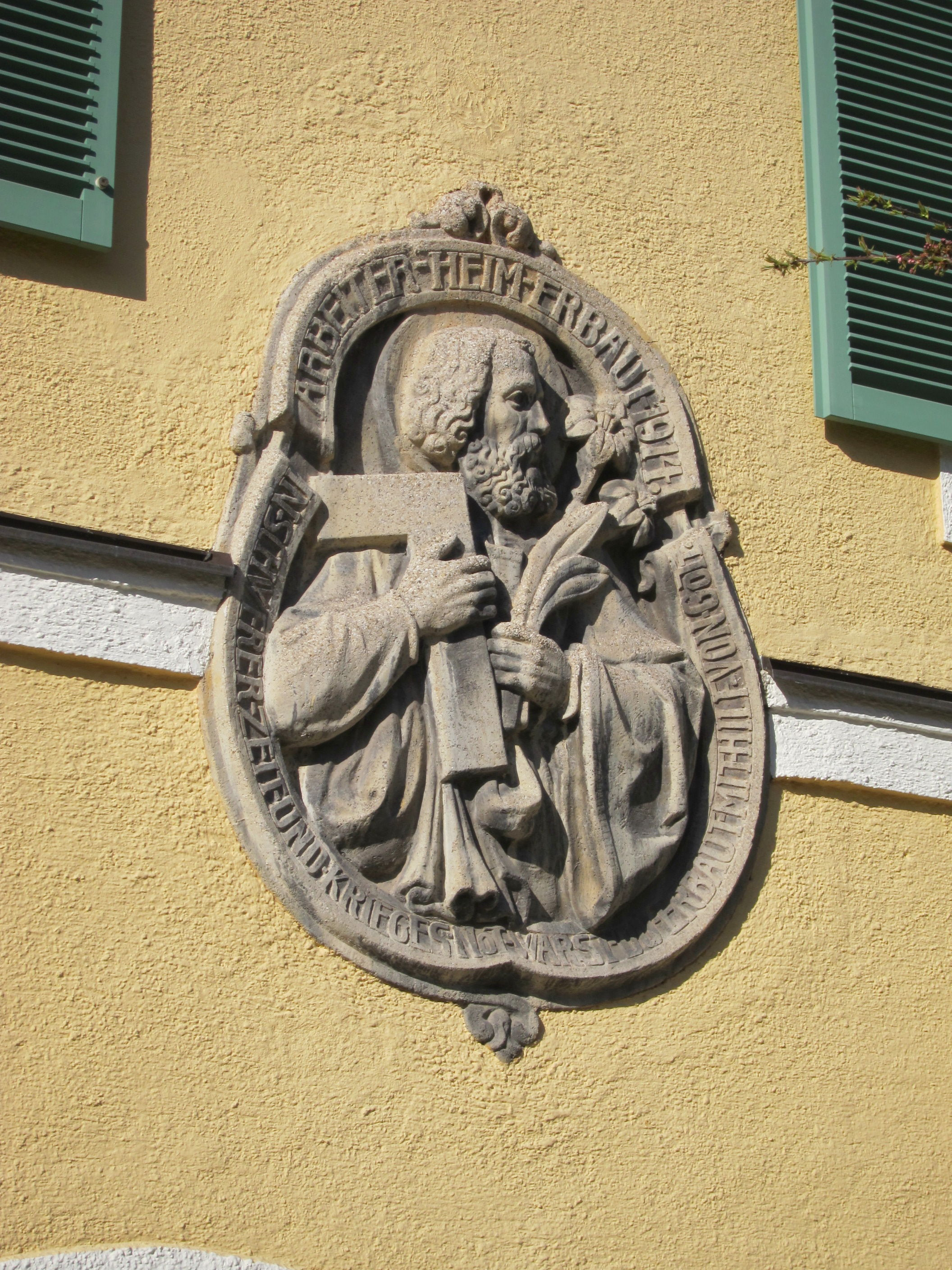
Relief mit Inschrift der Baugenossenschaft Arbeiterheim Pasing

Das Gebäude Peter-Putz-Straße 3/5/7 im Stadtteil Pasing der bayerischen Landeshauptstadt München wurde 1925 errichtet. Die Mietshausgruppe im Reformstil ist ein geschütztes Baudenkmal.
Der dreigeschossige Walmdachbau mit Treppengiebeln und Lisenengliederung wurde von den Gebrüdern Ott für die Baugenossenschaft Arbeiterheim Pasing errichtet. Der Wohnblock besteht aus drei gleich gestalteten Häusern, die zur Straße jeweils einen mittleren, durch Lisenen herausgehobenen Treppenrisalit zeigen.
In den Häusern gibt es jeweils zwei symmetrisch angeordnete Kleinwohnungen je Stockwerk, die nach der ursprünglichen Disposition aus zwei Zimmern, Küche und Toilette bestanden.